# خان‌محمد بینه
خان‌محمد بینه (به لاتین: Xanməmmədbinə) یک منطقه مسکونی در جمهوری آذربایجان است که در شهرستان زاقاتالا واقع شده است.